# Redpath (Automarke)
Redpath war eine kanadische Automarke.

## Markengeschichte
William Redpath und Andrew Reid fertigten gründeten im Dezember 1902 die Redpath Motor Vehicle Company in Kitchener. Sie stellten zwischen 1903 und 1905 einige Automobile her. Der Markenname lautete Redpath. Der Mangel an fähigen Mitarbeitern mit Erfahrung im Maschinenbau sorgte für Probleme.
Von 1905 bis 1907 setzte die A. H. Robinson & Company aus Toronto unter Leitung von Alfred Robinson die Produktion unter Beibehaltung des Markennamens fort. In Kitchener entstanden wenige Fahrzeuge, in Toronto drei.
Ein Fahrzeug existiert noch und ist im Canadian Automotive Museum in Oshawa ausgestellt.

## Fahrzeuge
Im Angebot stand nur ein Modell. Der Einzylindermotor hatte jeweils 4,5 Zoll (114,3 mm) Bohrung und Hub, was 1173 cm³ Hubraum ergab. Er trieb über ein Zweiganggetriebe und eine Kardanwelle die Hinterachse an. Das Fahrgestell bestand aus Winkeleisen. Die offene Karosserie des Runabout bot Platz für zwei Personen. Die Karosserien kamen stets von Robinson. Ab 1905 ist der Modellname Messengers überliefert.